# Frank McHugh
Pour les articles homonymes, voir McHugh.
Frank McHugh est un acteur américain né le 23 mai 1898 à Homestead, Pennsylvanie (États-Unis), mort le 11 septembre 1981 à Greenwich (États-Unis).

## Filmographie

### Années 1930
- 1930 : La Patrouille de l'aube (The Dawn Patrol) : Flaherty
- 1930 : Top Speed : Tad Jordan
- 1930 : Bright Lights : A. Hamilton Fish, a Reporter
- 1930 : College Lovers : Speed Haskins
- 1930 : The Widow from Chicago : Slug O'Donnell
- 1930 : Going Wild : 'Rickey' Freeman
- 1931 : Millie : John 'Johnny' Holmes
- 1931 : Kiss Me Again : François
- 1931 : The Front Page : 'Mac' McCue
- 1931 : Up for Murder : Collins
- 1931 : Men of the Sky
- 1931 : That's News to Me
- 1931 : Traveling Husbands (en) de Paul Sloane : Pinkie
- 1931 : The Hot Spot
- 1931 : The Great Junction Hotel
- 1931 : Bad Company : Doc
- 1931 : The Big Scoop
- 1931 : Corsair : 'Chub' Hopping
- 1931 : The Wide Open Spaces
- 1932 : Gare centrale (Union Depot) de Alfred E. Green : l'homme ivre
- 1932 : High Pressure : Mike Donahey
- 1932 : Extra! Extra!
- 1932 : The Crowd Roars d'Howard Hawks : Spud Connors
- 1932 : L'Étrange Passion de Molly Louvain (The Strange Love of Molly Louvain) de Michael Curtiz : Skeets, a Reporter
- 1932 : The Dark Horse : Joe
- 1932 : Blessed Event : Reilly
- 1932 : La vie commence (Life Begins) : Ringer Banks
- 1932 : Voyage sans retour (One Way Passage) : Skippy
- 1933 : Le Parachutiste (Parachute Jumper) : Toodles Cooper
- 1933 : Masques de cire (Mystery of the Wax Museum) de Michael Curtiz : Jim
- 1933 : Grand Slam : Philip 'Speed' McCann
- 1933 : The Telegraph Trail : Corporal Tippy
- 1933 : Private Jones : 'Greasy', the Cook
- 1933 : Elmer, the Great : High-Hips Healy
- 1933 : Lilly Turner : David 'Dave' Dixon
- 1933 : Ex-Lady : Hugo Van Hugh
- 1933 : Hold Me Tight de David Butler : Billy
- 1933 : Professional Sweetheart de William A. Seiter : Speed Dennis
- 1933 : Tomorrow at Seven (en) : Clancy
- 1933 : Prologues (Footlight Parade) de Lloyd Bacon : Francis, dance director
- 1933 : Les Veuves de La Havane (Havana Widows) de Ray Enright : Mr. Duffy, the Lawyer
- 1933 : Sa douce maison (The House on 56th Street) de Robert Florey : Chester Hunt
- 1933 : Convention City : Will Goodwin
- 1933 : L'Irrésistible (Son of a Sailor) : Gaga
- 1934 : Les Pirates de la mode (Fashions of 1934) : Snap
- 1934 : Heat Lightning (en) de Mervyn LeRoy : Frank the Chauffeur
- 1934 : Let's Be Ritzy : Bill Damroy Robert
- 1934 : Merry Wives of Reno (en) de H. Bruce Humberstone : Al
- 1934 : Smarty : George Lancaster
- 1934 : Voici la marine (Here Comes the Navy) : Wilbur 'Droopy' H. Mullins
- 1934 : Return of the Terror (en) : Joe the Reporter
- 1934 : La Fine Équipe (6 Day Bike Rider) : Clinton Hemmings
- 1934 : Rayon d'amour (Happiness Ahead) de Mervyn LeRoy : Tom Bradley
- 1935 : Maybe It's Love (en) de William C. McGann : Willie Sands
- 1935 : Le Bousilleur (Devil Dogs of the Air) de Lloyd Bacon : Crash Kelly, ambulance driver
- 1935 : Chercheuses d'or de 1935 (Gold Diggers of 1935) : Humbolt Prentiss
- 1935 : Tête chaude (The Irish in Us) : Michael 'Mike' O'Hara
- 1935 :  Reine de beauté (Page Miss Glory) de Mervyn LeRoy : Edward 'Ed' Olson
- 1935 : Le Songe d'une nuit d'été (A Midsummer Night's Dream) de William Dieterle et Max Reinhardt : Quince, the Carpenter
- 1935 : Stars Over Broadway : Offkey Cramer
- 1936 : Freshman Love (en) de William C. McGann : Thomas 'Speed' Hammond
- 1936 : Moonlight Murder : William
- 1936 : Snowed Under : Deputy Sheriff Orlando 'Jasper' Rowe
- 1936 : Guerre au crime (Bullets or Ballots) de William Keighley : Herman McCloskey
- 1936 : Stage Struck : Sidney 'Sid'
- 1936 : Three Men on a Horse : Erwin Trowbridge
- 1937 : Bataille de dames (Ever Since Eve) de Lloyd Bacon : Mike 'Mabel DeCraven' McGillicuddy
- 1937 : Mariez-vous ! (Marry the Girl) : David 'Party' Partridge
- 1937 : Monsieur Dodd prend l'air (Mr. Dodd Takes the Air) : Sniffer' Sears
- 1937 : Sous-marin D-1 (Submarine D-1) : 'Lucky' Jones
- 1938 : Swing Your Lady de Ray Enright : Popeye Bronson
- 1938 : He Couldn't Say No : Lambert T. Hunkins
- 1938 : Little Miss Thoroughbred : Todd Harrington
- 1938 : Rêves de jeunesse (Four Daughters) : Ben Crowley
- 1938 : Le Vantard (Boy Meets Girl) de Lloyd Bacon : Rossetti
- 1938 : La Vallée des géants (Valley of the Giants) : Fingers' McCarthy
- 1939 : Les Ailes de la flotte (Wings of the Navy) : Scat Allen
- 1939 : Les Conquérants (Dodge City) : Joe Clemens
- 1939 : Filles courageuses (Daughters Courageous) : George
- 1939 : Le Vainqueur (Indianapolis Speedway) : Spud' Connors
- 1939 : Jeunesse triomphante (Dust Be My Destiny) de Lewis Seiler : Caruthers
- 1939 : Sur les pointes (On Your Toes) de Ray Enright : Paddy Reilly
- 1939 : Les Fantastiques Années 20 (The Roaring Twenties) de Raoul Walsh : Danny Green
- 1939 : Quatre Jeunes Femmes (Four Wives) de Michael Curtiz : Ben Crowley

### Années 1940
- 1940 : The Fighting 69th : Terence 'Crepe-Hanger' Burke
- 1940 : La Caravane héroïque (Virginia City) : Mr. Upjohn
- 1940 : Voyage sans retour ('Til We Meet Again) : Rockingham T. Rockingham
- 1940 : Monsieur Wilson perd la tête (I Love You Again) de W. S. Van Dyke : Doc' Ryan
- 1940 : Ville conquise (City for Conquest) : Mutt
- 1941 : Femmes adorables (Four Mothers) de William Keighley : Ben Crowley
- 1941 : Back Street : Ed Porter
- 1941 : L'Entraîneuse fatale (Manpower) : Omaha
- 1942 : Échec à la Gestapo (All Through the Night) de Vincent Sherman : Barney, Gloves' chauffeur
- 1942 : Her Cardboard Lover : Chappie Champagne
- 1944 : La Route semée d'étoiles (Going My Way) : Father Timothy O'Dowd
- 1944 : Marine Raiders : Sgt. Louis Leary
- 1944 : Cavalcade musicale (Bowery to Broadway) : Joe Kirby
- 1945 : A Medal for Benny : Edgar Lovekin
- 1945 : La Foire aux illusions (State Fair) de Walter Lang : McGee
- 1946 : The Hoodlum Saint : Three Finger
- 1946 : The Runaround : Wally Quayle
- 1946 : Little Miss Big : Charlie Bryan
- 1947 : Easy Come, Easy Go : Carey
- 1947 : Carnegie Hall : John Donovan
- 1948 : Quand le rideau tombe (The Velvet Touch) : Ernie Boyle (stage manager)
- 1949 : Monsieur Joe (Mighty Joe Young) d'Ernest B. Schoedsack : Windy
- 1949 : Miss Grant Takes Richmond : Mr. Kilcoyne

### Années 1950
- 1950 : La Rue de traverse (Paid in Full), de William Dieterle : Ben
- 1950 : The Tougher They Come : Gig Rafferty
- 1952 : The Pace That Thrills : Rocket Anderson
- 1952 : My Son John de Leo McCarey : Father O'Dowd
- 1953 : It Happens Every Thursday (en) de Joseph Pevney : Fred Hawley
- 1953 : Un lion dans les rues (A Lion Is in the Streets) : Frank Rector
- 1954 : La Joyeuse Parade (There's No Business Like Show Business) : Eddie Dugan, Vicky's Agent
- 1958 : La Dernière Fanfare (The Last Hurrah) de John Ford : Festus Garvey
- 1959 : L'Habit ne fait pas le moine (Say One for Me) : Jim Dugan
- 1959 : Career : Charlie

### Années 1960
- 1964 : Les Pas du tigre (A Tiger Walks) de Norman Tokar : Bill Watkins
- 1967 : Trois gars, deux filles... un trésor (Easy Come, Easy Go) : Captain Jack